# Punt de creu

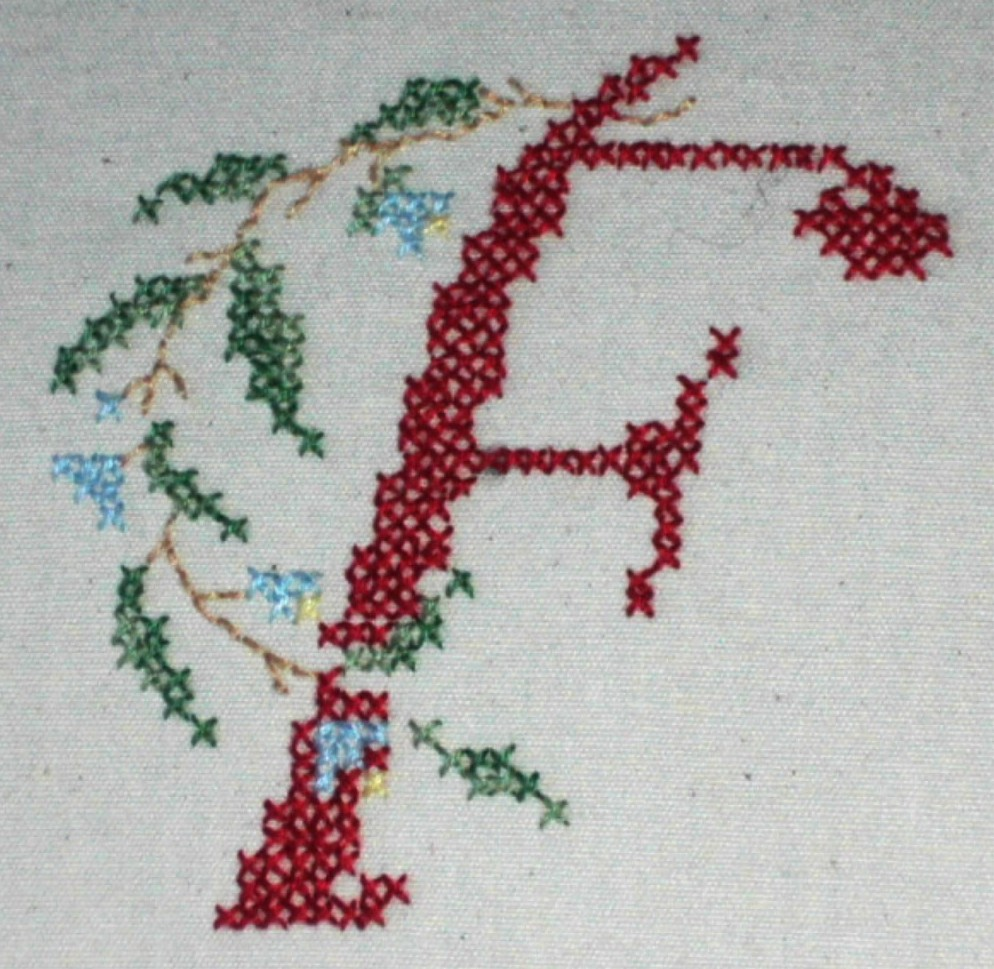
Inicial fet amb Punt de creu.

El  punt de creu  és una forma popular de brodat en la qual s'usa un tipus de puntada que queda en forma de creu. Els motius són una forma primitiva d'imatges pixelades.
Empra també altres puntades, entre elles les de ¼, ½, ¾ i de punt enrere. El punt de creu es realitza usualment sobre teixits de trama uniforme i distingible. Amb menys freqüència es fa en teixits de trama no uniforme. En aquest cas es col·loca el canemàs uniforme damunt d'un no-uniforme. Quan el dibuix està acabat, es retira el canemàs fil per fil. El punt de creu és un treball per fer a mà, el pots fer posant el teixit en una taula bastidor o bé fer-lo a mà. Al punt de creu les puntades es poden fer mitja puntada de dreta a esquerra i tornar a completar el punt d'esquerra a dreta, fins a completar el dibuix que tinguis assignat. Es poden fer tovalloles, estovalles i coses decoratives, entre d'altres.
La popularitat es deu a la gran varietat d'elements que ofereix, ja siguin sanefes, dibuixos, quadres, alfabets, etc. S'aplica tant al brodat pròpiament dit com a la tapisseria. En aquest cas, el punt de creu es realitza sovint sobre un canemàs prèviament pintat o imprès amb el motiu i els colors desitjats. La més important particularitat del punt de creu és la seva gran possibilitat d'esquemes i dibuixos en multitud de teixits, que es pot aplicar entre d'altres, en jocs de taula, cobrellits, draps, roba de llit, tovalloles, obres decoratius…

## Història

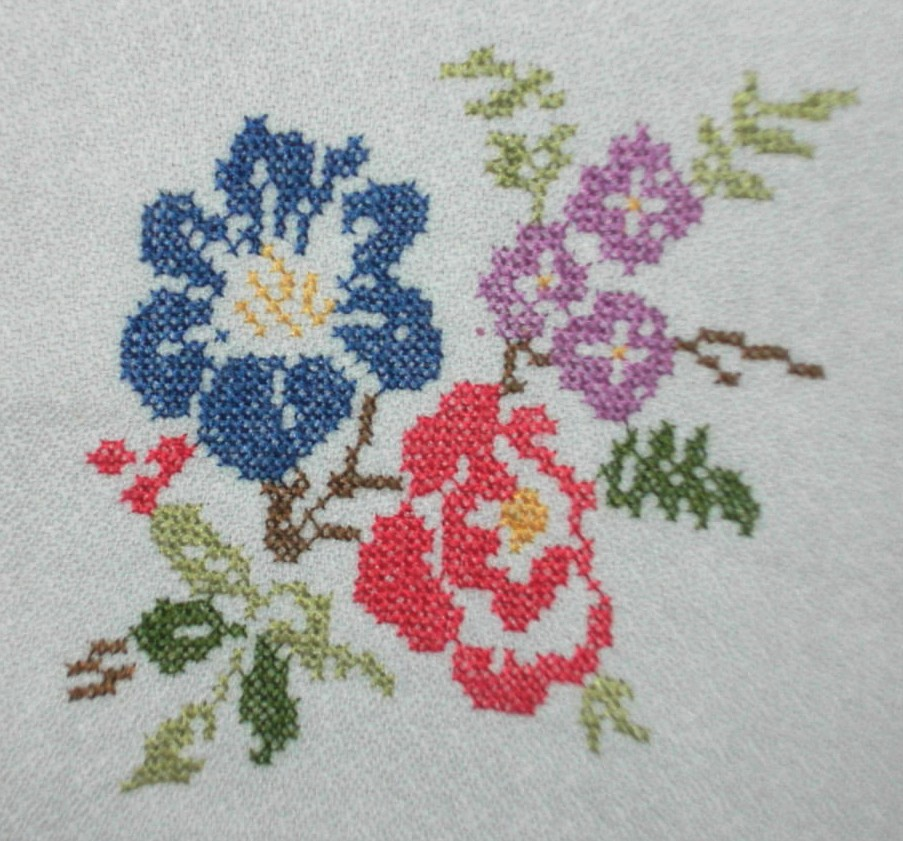
Flors amb Punt de creu

El punt de creu és una de les formes de brodat més antigues que es poden trobar arreu del món. Molts museus d'art popular tenen mostres de teixits ornamentats amb aquest punt, especialment de l'Europa Continental i Àsia. Un mica d'història del Punt de creu a partir d'aquests humils orígens, aquesta activitat artesanal va anar evolucionant per convertir-se en una tècnica decorativa i ornamental. Així ens han arribat fragments antics de roba trobats en jaciments arqueològics d'Egipte (500 aC) o de l'Àsia Central (850 aC) on encara avui s'utilitza en els vestits tradicionals d'aquelles regions.
El punt de creu és una de les tècniques més antigues de brodat: a l'Àsia central s'han trobat retalls de seda brodats amb un punt molt similar al punt de creu, que es remunten a l'any 850 dC. El veritable punt de creu, idèntic al que es realitza actualment, va aparèixer a Europa durant l'Edat Mitjana, per després difondre's àmpliament durant el Renaixement. Ja l'any 1500 van començar a circular els primers esquemes, veritables models de temes típics i recurrents: decoracions florals, heràldiques i religioses, plenes de símbols com creus, calzes i coloms. Entre les teles sobre les quals es brodava no hi havia encara el cotó, només hi havia el lli, la seda i la llana. També hi havia pocs fils de colors. Durant molt temps el més difós va ser el vermell, capaç de suportar millor que els altres els rentats. En els brodats populars de l'Europa Oriental i Central és característic el punt de creu en dues dimensions (sense ombres) amb dissenys geomètrics i florals, normalment treballat amb fils de cotó sobre lli.

Un primer mostrari de punt de creu documentat es conserva al museu Pilgrim Hall a Plymouth (Massachusetts). Aquest mostrari va ser elaborat per Loar Standish, filla del capità Myles Standish, al voltant de 1653. Encara que roman popular per decorar roba de llar, els brodats per penjar a la paret com a elements decoratius tot i artístics.

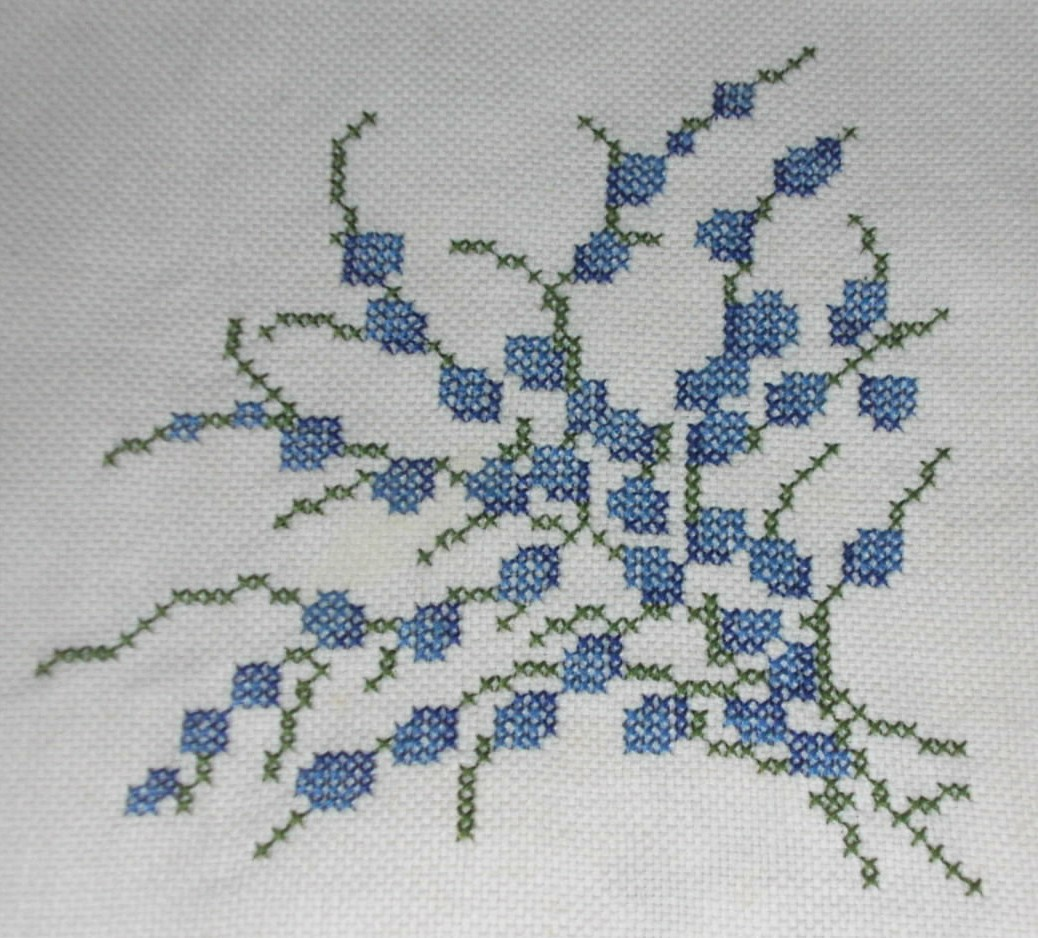
Motiu senzill en forma de ram per a un drap.

El fil de cotó merceritzat és el material més utilitzat. Consisteix en un fil tèxtil fabricat en cotó i compost de sis fils poc retorçats perquè es puguin separar fàcilment. També se sol utilitzar el fil de cotó perlat, la seda i el raió. De vegades s'utilitzen diferents fils de llana, metal·litzats o alguns altres especials, de vegades per a tot el brodat o simplement per a detalls i ornaments.
Per tot Estats Units i Europa hi ha moltes associacions de punt de creu que ofereixen classes, participen en grans projectes, teixeixen per a organitzacions benèfiques i promouen les relacions entre els teixidors locals.

## Realització
Es distingeixen dos moviments en el treball:
- Anada i tornada , que dona una millor qualitat i aparença al revés, i
- Continu , que s'aconsella especialment a l'hora de brodar sanefes.

Així i tot, molts esquemes de Punt de creu  es recolzen  al repunt (= punt lineal), usat per ressaltar el dibuix, i, en menor mesura, el punt de cadeneta i el punt passat.

## Variants
Possiblement és la seva elevada pràctica la que ha fet importants variacions a partir d'una única idea inicial, mitjançant la sostracció o addicció de puntades. Hem de citar dos punts que van néixer a partir de la famosa x:
- Petit-point  (= mig punt). Tapissos fets sobre llana que consisteixen en una única puntada diagonal (que ha de ser idèntica en tota la tasca). Es treballa gràcies a un bastigi quadrat amb llana sobre un canemàs de tapisseria que es pot adquirir ja marcat.
- Punt del diable . Consisteix en brodar dins d'un mateix quadre una creu i un aspa. És freqüent realitzar-lo en mouliné o en perlé sobre les típiques teles de quadres de Vichy (França).

## Materials

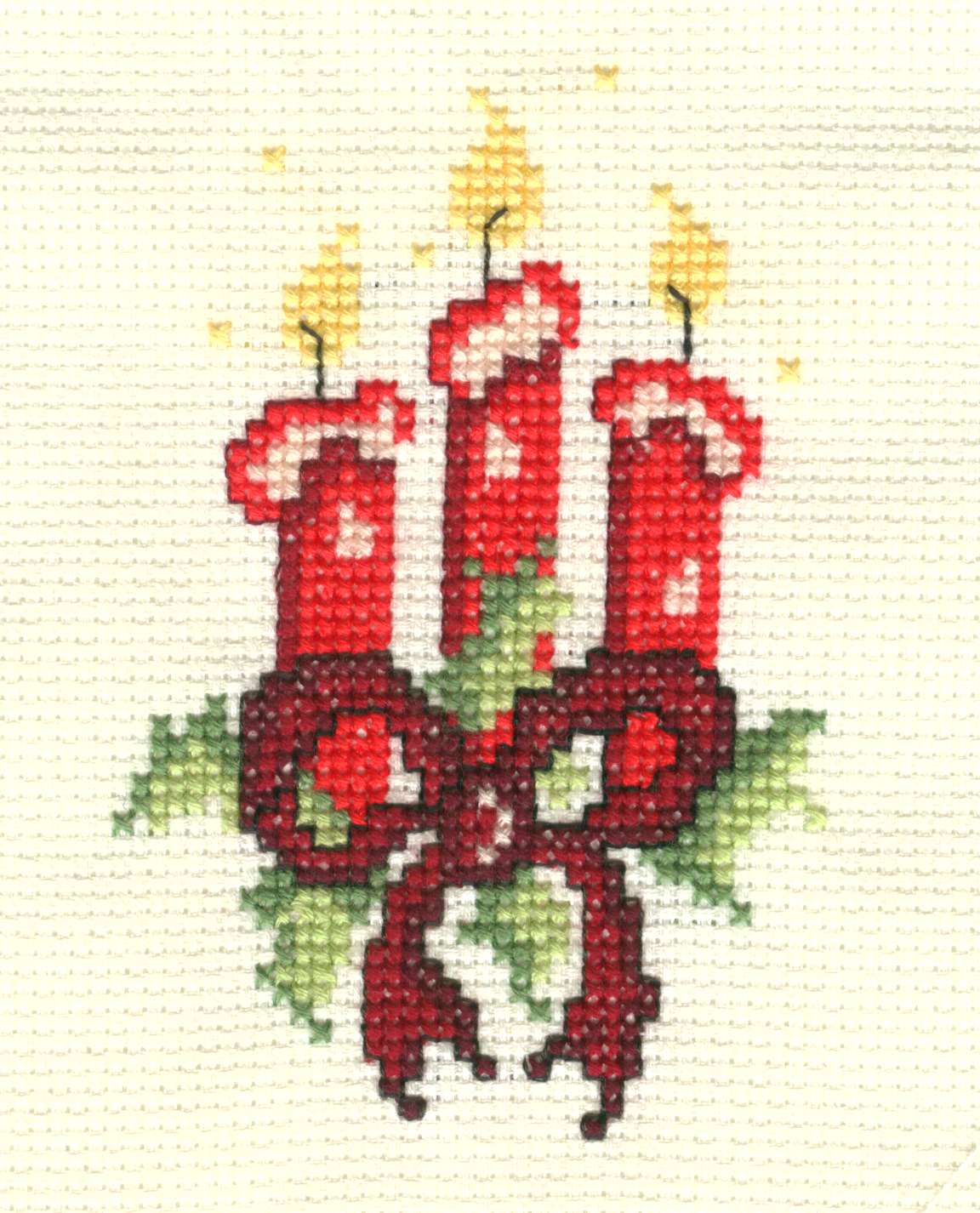
Detall nadalenc en punt de creu

- Tela : Lli, tela aida o panamà, encara que gràcies al canemàs (no confondre amb el de tapisseria) el punt de creu es fa viable sobre qualsevol teixit. Si per exemple, volem brodar sobre una loneta, hauríem de centrar un retall de canemàs, embastar i brodar segons la trama el punt de creu. Finalment, es desfà el canemàs tirant amb molt de compte dels seus fils. En aquesta aplicació s'ha de brodar amb una mica més de la tensió normal, ja que, en cas contrari, en treure els fils, el brodat quedaria a l'aire, i podria patir enganxades.
- Fils : Preferentment, mouliné, 100% cotó i treballat a dos brins.
- Agulles : Es recomana l'ús d'una agulla curta, ja que permet aprofitar el costós fil al màxim. Si es broda sobre aida o panamà, es preferirà una sense punta (també anomenada de punta roma), però si es treballa sobre una tela més compacta, tupida, s'ha d'utilitzar una agulla amb punta afilada.
- Bastigi: es pot utilitzar un marc quadrat o rodó amb el qual s'estén el teixit i se'l fixa amb un segon marc per tenir una superfície de la tela ben plana.[5]

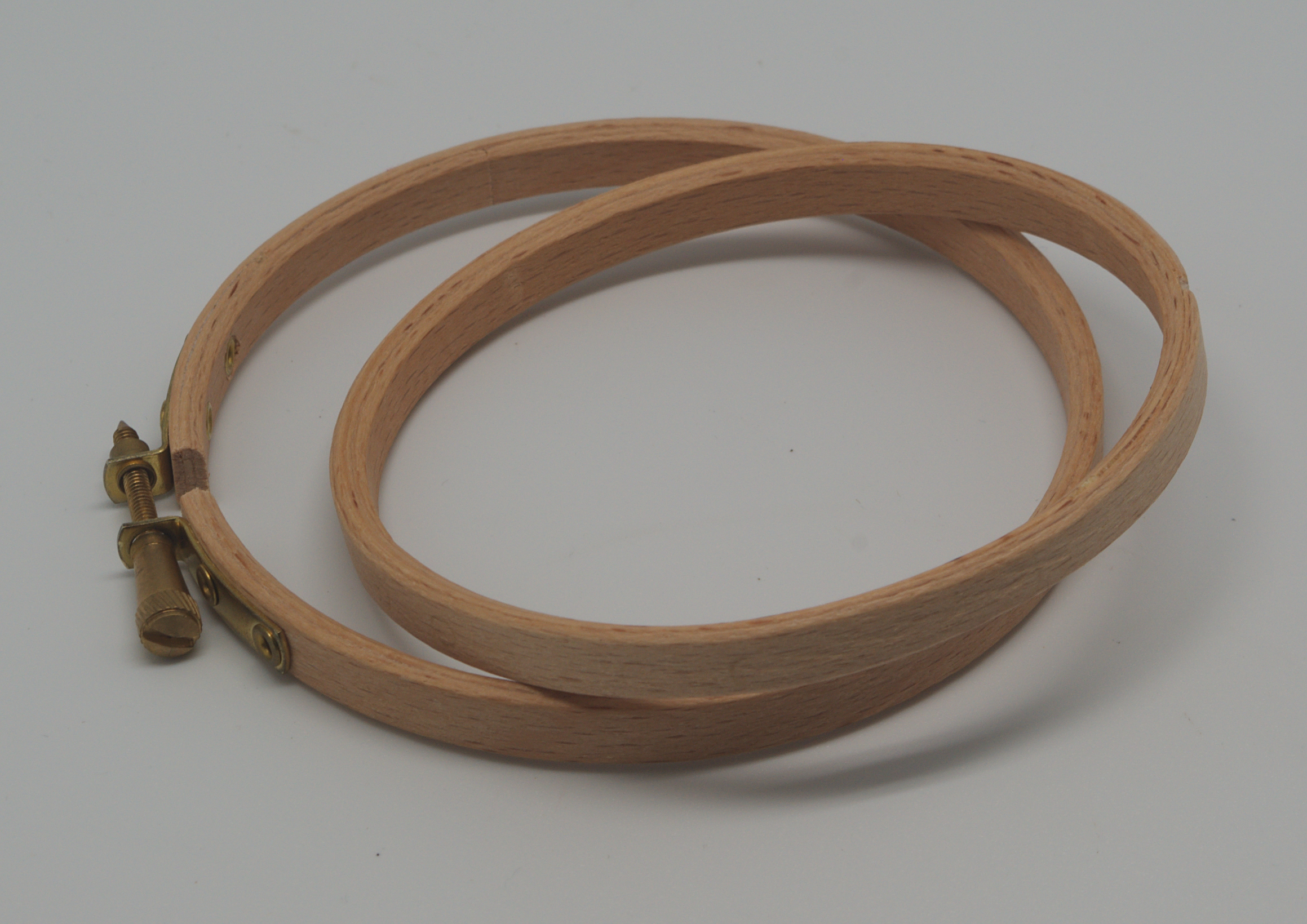
Bastidor circular
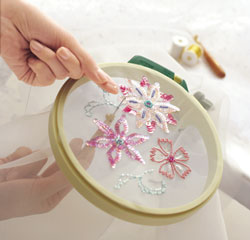
Bastidor circular amb teixit
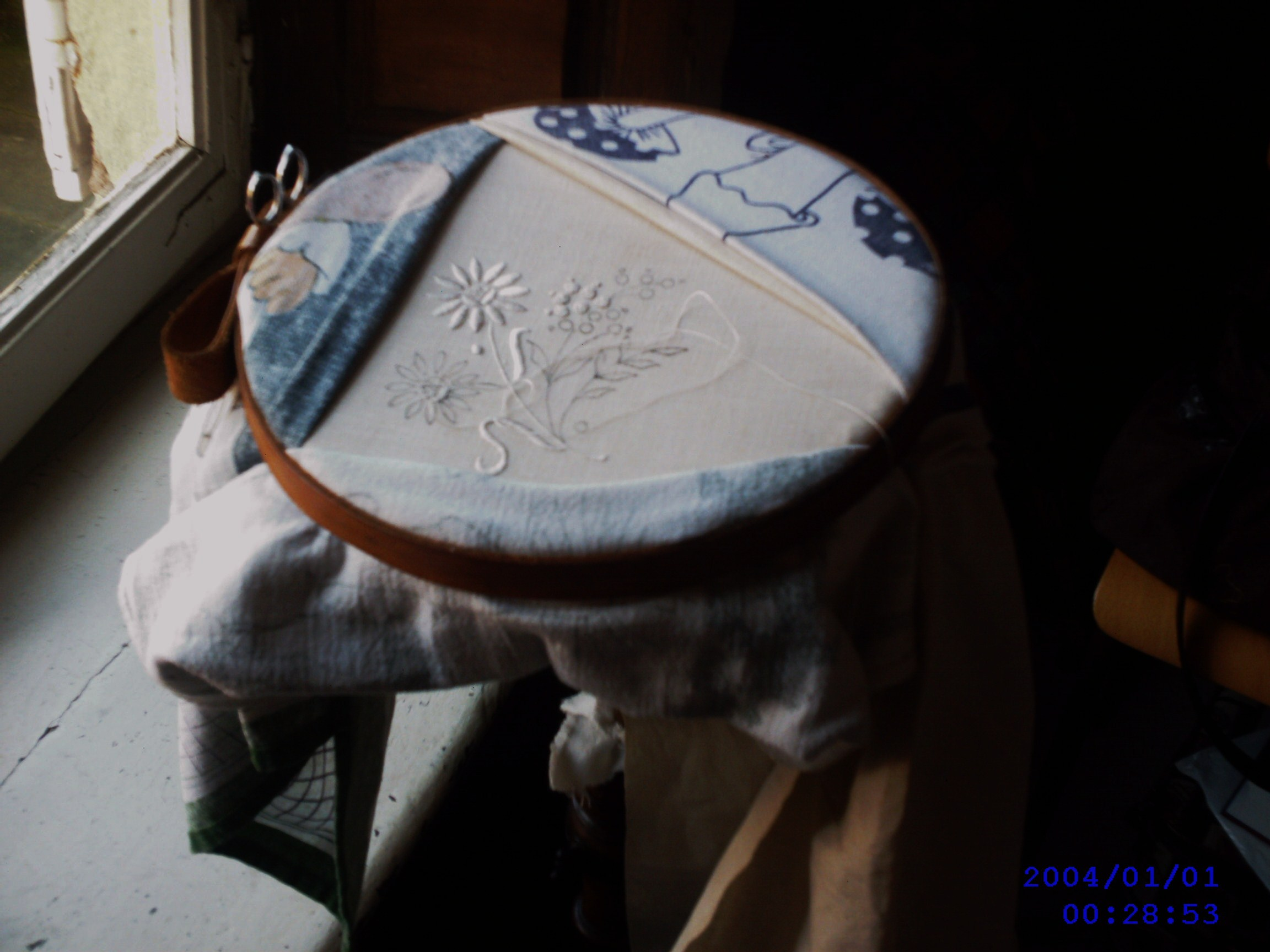
Taula amb Bastidor
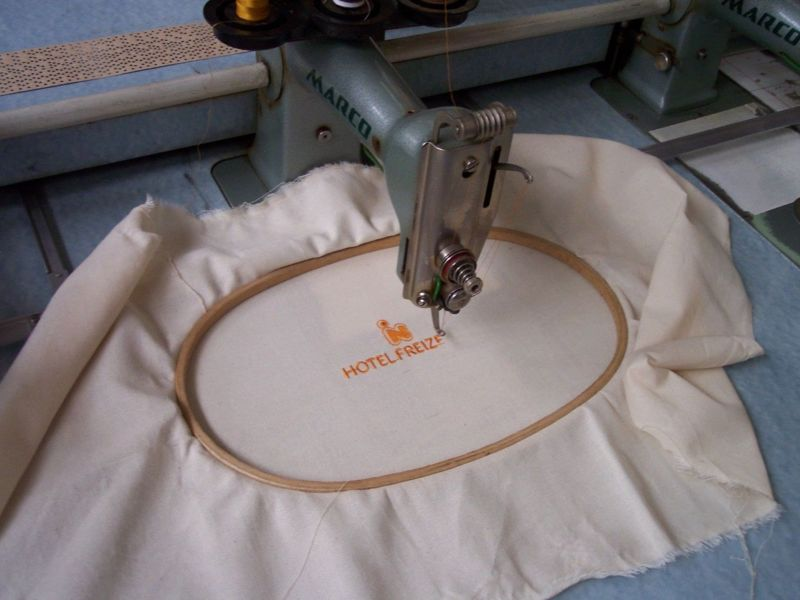
Bastidor per brodat a màquina